# Brett Sutton
Pour les articles homonymes, voir Sutton.
Brett (doc) Sutton né le 16 mai 1959 est un entraîneur de triathlon australien, fondateur avec Alex Bok et entraineur principal de l'équipe Team TBB en 2006 qu'il dirige jusqu'en 2014. Il quitte cette équipe pour fonder une nouvelle équipe d'entrainement au triathlon : la « Trisutto ». Durant sa carrière, il entraîne de nombreux champions du monde et olympiques, comme la détentrice du record du monde sur distance Ironman, Chrissie Wellington et les championnes olympiques Nicola Spirig et Emma Snowsill. Connu pour ses opinions tranchées sur les méthodes de formation à suivre, il est décrit par les uns comme le meilleur entraineur du monde de triathlon tout en étant vivement critiqué par les autres et notamment la Fédération internationale de triathlon (ITU), pour l'application de méthodes jugées peu orthodoxes. 
En 1999, il plaide coupable devant un tribunal australien pour cinq infractions sexuelles commises dans les années 1980 à l'encontre d'une nageuse adolescente, dont il était entraîneur. Après le procès, il est condamné à un peine avec sursis et interdit à vie d'entraînement en Australie. À la suite de cette affaire et du divorce qu'elle entraine, il s'installe en Suisse et poursuit ces activités d'entraineur international au sein des différentes équipes qu'il crée.

## Biographie

### Début de carrière
Brett Sutton grandit en Australie sous la pression d'un père entraineur de natation exigeant et dans un environnement difficile et violent. Nageur médiocre, il commence à s'entrainer en natation à l'âge de 10 ans. Il est exclu de son école à l'âge de 15 ans, pour avoir donné des cours de natation pendant les heures scolaires. De cette exclusion nait sa première équipe de natation qui a quelques réussites, mais les parents des nageurs, l'estimant trop jeune lui crée des difficultés. Il se reporte alors sur l’entrainement de lévriers et de chevaux de course. À l'âge de 20 ans après la formation des chiens et des chevaux, il retourne entrainer des nageurs et devient un entraîneur de natation qualifié au niveau national. Il est nommé comme entraîneur de l'équipe nationale de triathlon australien, cette nomination est controversée, n'ayant aucun diplôme, ni formation officielle. Rob Pickard, le directeur de Triathlon Australie avant les Jeux olympiques de 2000 dit : « Je n'étais pas de ceux qui l'on nommé, mais je suis content qu'il l'ait fait ». Les premières rumeurs défavorables à son encontre et l'accusant de « détruire » ou de « brutaliser » ses athlètes commencent à la même époque.

### Entraineur de triathlon
Brett Sutton a la réputation d'être dur avec ses athlètes et impose un style d'entrainement autoritaire dans lequel l'athlète accorde une confiance totale à son entraîneur. De son point de vue, le triathlète doit suivre les instructions sans poser de questions. La championne Chrissie Wellington a dû faire des efforts importants pour accepter cet état d'esprit et suivre les consignes sans tout remettre en question. Il souligne l'importance suprême de l'attitude et de la force mentale, en particulier lors d'un Ironman, l'envie d'abandonner dans ce genre de course se présentant de nombreuses fois. La détermination, la nécessité de rester calme quand les difficultés s'amoncellent, sont de son point de vue l’étoffe d'un grand triathlète. Les éléments les plus importants pour réussir sur des Ironmans sont : cohérence, force et auto-discipline.
Sa méthode et son programme d'entrainement consacrent une partie très importante au travail par intervalles affirmant que « Si ce n"est pas long, ça doit être difficile ». Il est tristement célèbre pour ses « jours noirs » : tels que les « mercredi noir », où il sollicite ses athlètes sur une succession interminable d'intervalles durs ou de séances à haute intensité, le but de ces sessions visant à endurcir psychologiquement les athlètes. 
Brett Sutton jette un regard sceptique sur les aides techniques et les considère plutôt comme des gadgets tels les compteurs électriques et les moniteurs de fréquence cardiaque. Il préfère plutôt s'appuyer sur son expérience comme entraîneur de natation et comme entraîneur de lévriers et des chevaux de course. Il se pose en détracteur de la théorie et des méthodes d'entrainement de Tudor O. Bompa, considérant la périodisation (macro-cycles et micro-cycles) comme inefficace pour les sports qui se pratiquent en aérobie, tel le triathlon. Les roues lenticulaires ne sont pas de son point de vue, appropriées pour les triathlètes féminines, celle-ci ayant rarement la capacité de rouler longuement au-dessus de 40 km/h, vitesse requise pour obtenir un gain de rendement significatif. Il est également contre les casques aérodynamiques sans ventilation estimant que l'échauffement cervical qu'il provoque lors la partie vélo, peut faire perdre de nombreuses minutes pendant le marathon.
Il considère le triathlon longue distance comme un sport autant cérébral que physique, la gestion des capacités de course du triathlète étant un élément primordial des résultats qu'il peut obtenir. L'adaptabilité aux événements de la course est selon sa méthode d'entrainement primordiale pendant un Ironman, ceux-ci ne manquant pas de survenir, aucune compétition n'ayant un scénario parfait dans son déroulement d’où l'importance de l'adaptation permanente dont doit faire preuve le triathlète.
Il théorise dans des revues spécialisées comme Triathlete Compétitor-Europe son expérience de l'entrainement et de l'importance d'avoir pour les professionnels notamment, d'autres activités non sportives, pour avoir de meilleurs résultats. Il appuie sa théorie sur les résultats obtenues par les triathlètes qu'il entraine, comme Nicola Spirig qui reprend ses études après les jeux olympiques de Beijing ou Daniela Ryf qui fait de même après son sacre mondial sur Ironman 70.3 en 2014. Ou encore qu'il a entrainé par le passé comme Chrissie Wellington ou Mary Beth Ellis qui consacrent du temps à de nombreuses activités extra-sportives, pendant les périodes où leurs résultats furent les plus importants. Il préconise de consacrer quatre heures par jour minimum à faire autre chose que du triathlon.
Au gré de sa carrière, Brett Sutton peut revendiquer d'avoir entrainé des triathlètes qui ont remporté trois médailles olympiques, quinze titres de champion du monde ITU et plus de cent victoires sur le circuit Ironman et Ironman 70.3.

### Critiques et soutiens
Malgré ses détracteurs, certains sportifs et entraineurs gardent une bonne opinion de lui, d'autres tout en reconnaissant les succès des athlètes qu'il entraine, nuancent leurs propos. Siri Lindley multiple championne du monde entrainée par Brett Sutton et entraineur en 2010 et 2013 lors de ses victoires de la championne du monde d'Ironman Mirinda Carfrae, le décrit comme « le meilleur entraineur du monde » et le voit comme un « homme incroyable qui mérite le plus grand respect pour le travail remarquable qu'il a accompli ». Pete Colson, mari et entraineur de la championne du monde Michellie Jones, est plus critique et dit de lui : « si vous regardez seulement ses résultats, c'est le meilleur entraineur du monde » et ajoute « si vous regardez ses athlètes, ils sont phénoménaux pendant environ deux ans et puis ils disparaissent ». Ben Bright, qui fut entrainé par Brett Sutton dans les années 1990 pour représenter l'Australie aux Jeux olympiques d'été de 2000 à Sydney, analyse son travail en établissant une relation avec l’expérience de Sutton dans l’entrainement de chevaux et de lévriers de courses, où il doit régler les entrainements dans de justes limites physiques pour obtenir des résultats maximums sans autres informations que l'observation du comportement des animaux. Il applique des méthodes jugées peu orthodoxes et brutales par ses détracteurs, où la motivation et la concentration pendant la course sont aussi importantes que l'entrainement physique intensif qu'il demande à ses athlètes.
Brett Sutton est lui-même un critique virulent de la Fédération internationale de triathlon et notamment de son ancien président et fondateur Les McDonald, qu'il accuse de ne pas promouvoir et soutenir les triathlètes professionnels pour des raisons mercantiles.

### Infractions sexuelles
En 1999, Brett Sutton plaide coupable devant un tribunal australien pour cinq infractions sexuelles à l'encontre d'une nageuse adolescente de 14 ans dont il est l'entraineur. La première infraction remonte à la fin des années 1980. Qualifié par le juge d'actes honteux et accusé d'avoir abusé de sa position, il risque une peine de deux ans de prison. Il est condamné à une peine avec sursis, le juge estimant qu'un grand nombre d'athlètes souffriraient d'un handicap de son absence de la scène sportive. Le journaliste Steven Downes écrit que Brett Sutton a échappé à la prison, parce que le juge ne voulait pas faire perdre des médailles olympiques à l'Australie,. Il lui est malgré cela, interdit à vie d'entraîner en Australie. Les McDonald, alors président de la Fédération internationale de triathlon (ITU), déclare que les triathlètes qui continuent d'être entraînées par Brett Sutton devraient être exclues de leur équipe nationale. En août 2000, un an après le procès, le journaliste Dan Empfield écrit : « Brett Sutton paye un prix, à la fois professionnellement et personnellement. Personne n'est plus persona non grata que lui dans le monde du triathlon courte distance. Non seulement il est exclu à vie du triathlon australien, mais ses athlètes font aussi l'objet de persécutions. »
Brett Sutton accuse dans des interviews l'ITU et son président Les McDonald ainsi que Triathlon Australie de discriminer injustement, en le faisant clairement savoir, les triathlètes qui continuent de s'entrainer avec lui. Tels Siri Lindley, Loretta Harrop, Andrew Johns ou encore Joanne king qui remporte le championnat du monde 1998, mais reste largement ignorée en raison de son association sportive avec lui. Il reconnait le droit aux gens et aux familles de le « mépriser » pour ses actes passés, mais s'insurge contre la discrimination faites aux triathlètes qu'il entraine.

## LaTeam TBB
En 2006 Brett Sutton rencontre l’homme d'affaires et ex-banquier Alex Bok créateur d'une chaine de magasins de vente de vélo et d'équipement sportif, The Bike Boutique. Ce dernier lui propose de créer une équipe de triathlon. L'équipe voit le jour en 2006 et les trois premières années sont difficiles. Les accords de création entre Sutton et Bok précisent que 60 % des gains iront aux triathlètes, que chacun d'entre eux à un salaire fixe de base pour permettre aux plus humbles de s'entrainer dans de bonnes conditions financières, des primes augmentant les revenus des vainqueurs de compétitions. Bok et Sutton touchent 10 % chacun des revenus de l’équipe. Celle-ci est composée de deux douzaines de triathlètes hommes et femmes dont des compétiteurs de niveaux international, mais également de professionnels au début de leurs carrières. Malgré les succès surprises de Chrissie Wellington en 2007 et 2008 lors du championnat du monde d'Ironman, la situation économique de la Team TBB reste précaire. Alex Box injecte des sommes conséquentes pour la maintenir en activité. La crise financière de 2008 et la vente des magasins qu'il a créés met un terme au nom de The Bike Boutique pour l'équipe. Stephen Bayliss remporte le concours interne qui renomme l'équipe en The Best you can Be. Brett Sutton reste l’entraineur principal de l'équipe jusqu'en 2014, où il annonce la fin de sa collaboration, ressentant que l'équipe et la direction ne le soutiennent pas dans sa volonté de remettre en cause le fonctionnement actuel des compétitions et notamment les Ironmans organisé par la World Triathlon Corporation.

## LaTrisutto
Brett Sutton crée quelques mois plus tard après avoir quitté la Team TBB, une autre équipe selon les mêmes principes, mais plus spécifiquement dédiée aux groupes d'âge et aux amateurs, la Trisutto, avec laquelle il compte obtenir le soutien de nombreux triathlètes, pour poursuivre ce qu'il désigne comme « une révolution ». La structure d'entrainement qui se développe est en 2016 présente sur plusieurs continents. Elle est représentée par des entraineurs agréés par la direction et sont souvent d'anciens champions de triathlon. Ces structures organisent des stages d'entrainement (training camp) spécifiques mélangeant professionnels et classes d'âges.